# Heiner Zieschang
Heiner Zieschang (Quiel, 12 de novembro de 1936 — Bochum, 5 de abril de 2004) foi um matemático alemão.
Especialista em topologia, foi professor da Universidade Ruhr de Bochum, de 1968 a 2002.

## Obras
- Heiner Zischang: Flächen und ebene diskontinuierliche Gruppen. Berlin 1970, ISBN 3-540-04911-8 (em alemão)
- Heiner Zischang: On decompositions of discontinuous groups of the plane. Math. Zeit. 151 (1976), 165-188
- Heiner Zischang: Surfaces and planar discontinuous groups, Berlin 1980 ISBN 0-387-10024-5
- Heiner Zischang: Finite groups of mapping classes of surfaces. Berlin 1981, ISBN 3-540-10857-2
- Gerhard Burde ; Heiner Zischang: Knots, Berlin [u.a.] 1985 ISBN 3-11-008675-1
- Ralph Stöcker, Heiner Zischang: Algebraische Topologie. Teubner, Stuttgart 1988, ISBN 3-519-02226-5 (em alemão)
- Heiner Zischang: Lineare Algebra und Geometrie. Stuttgart 1997, ISBN 3-519-02230-3 (em alemão)
- Boto v. Querenburg: Mengentheoretische Topologie. 3. Auflage. Springer, Berlin 2001, ISBN 3-540-67790-9 (em alemão)